# Dorcus bhaskarai
Dorcus bhaskarai là một loài bọ cánh cứng trong họ Lucanidae. Loài này được Hosoguchi mô tả khoa học năm 2007.